# إعلان مشترك بشأن مسألة ماكاو
إعلان مشترك بشأن مسألة ماكاو أو الإعلان الصيني البرتغالي المشترك كان معاهدة بين البرتغال وجمهورية الصين الشعبية حول وضع ماكاو. الاسم الكامل للمعاهدة هو الإعلان المشترك لحكومة جمهورية الصين الشعبية وحكومة الجمهورية البرتغالية بشأن مسألة ماكاو. تم التوقيع عليها في 26 مارس 1987 على الإعلان الذي حدد عملية وشروط نقل الإقليم من الحكم البرتغالي إلى جمهورية الصين الشعبية. يمثل الإعلان المشترك أيضًا المصدر الرئيسي للحقوق الأساسية التي تم تنفيذها في القانون الأساسي لمنطقة ماكاو الإدارية الخاصة. كانت العملية مشابهة لتسليم هونغ كونغ إلى السيادة الصينية من قبل المملكة المتحدة في عام 1997.

## خلفية
بحلول القرن السابع عشر أقامت البرتغال حكمًا استعماريًا على ماكاو بعد حصولها على تنازلات من مختلف الحكومات الصينية. في عام 1887 وقعت البرتغال وسلالة تشينغ على مشروع المحضر الصيني البرتغالي والمعاهدة الصينية البرتغالية في بكين، التي تنازلت فيها الصين للبرتغال عن حق «الاحتلال الدائم وحكومة ماكاو». على العكس من ذلك، تعهدت البرتغال بالحصول على موافقة الصين قبل نقل ماكاو إلى دولة أخرى. استمر الحكم الاستعماري حتى عام 1974 عندما أقامت ثورة القرنفل نظامًا ديمقراطيًا في البرتغال وسعوا إلى إنهاء الاستعمار. أدت المحادثات الثنائية بين الصين والبرتغال إلى وضع ماكاو كأراضي صينية تحت الإدارة البرتغالية. تم تحديد الإطار الكامل لنقل السيادة في عام 1987 من خلال الإعلان الصيني البرتغالي المشترك.

## الأحكام
نص الإعلان على إنهاء الإدارة البرتغالية رسميًا في 20 ديسمبر 1999. على الرغم من أنها ستصبح جزءًا كاملاً من جمهورية الصين الشعبية، إلا أن ماكاو ستتمتع بوضع المنطقة الإدارية الخاصة، مع الحكم الذاتي الكامل في الشؤون الداخلية والسياسة الاقتصادية والأمن الداخلي. سيتم إنشاء نظام «دولة واحدة ونظامان» مع إعفاء ماكاو من النظام الاشتراكي والعديد من القوانين التي أصدرتها الحكومة المركزية في بكين. سيظل النظام الرأسمالي والقانوني والمجتمع الليبرالي الذي تتمتع به ماكاو دون تغيير لمدة لا تقل عن 50 عامًا بعد النقل. لن تفرض الحكومة الصينية ضرائب على ماكاو ولا تسن قوانين تتعلق بحوكمة ماكاو. ستتمتع منطقة ماكاو الإدارية الخاصة بدرجة كبيرة من الاستقلالية في جميع الشؤون باستثناء الشؤون الخارجية والدفاع، والتي ستظل تحت السيطرة الصينية. ستتمتع ماكاو التي تحمل اسم «ماكاو الصين»، بالحق في إبرام اتفاقات وترتيبات مع البرتغال والمنظمات الدولية من أجل تنميتها. سوف يسن المجلس الوطني لنواب الشعب الصيني «قانونًا أساسيًا» من شأنه إضفاء الطابع الرسمي على احترام بعض المبادئ الأساسية للحكومة الصينية في ماكاو، مع ترك المجالات الأخرى كما هي.